# Stade gaulois
Le Stade gaulois (arabe : الملعب الغولي) est un club omnisports disparu, fondé à Tunis (Tunisie) en 1911.

## Histoire
Constitué en 1908 par des Français, dont Henri Smadja, le futur président de l'Union sportive tunisienne et patron du journal La Presse de Tunisie, le club commence son activité en 1909, avant de s'engager officiellement le 28 janvier 1911. Il compte parmi ses conseillers techniques Hamadi Ben Dif, premier footballeur de nationalité tunisienne. Il dispute son premier championnat en série 2 avec l'Amical Club, le Club sportif tunisien, l'École agricole et l'Afric Club tunisien. Sa première formation connue, indiquée par le journal La Dépêche tunisienne de l'époque[réf. souhaitée], est composée de Huc, Couvopoulo, Chanson, Rap, Vigneron, Baroche, Lefebvre, Lafrance, Jean Serdan, Vidal et Xuereb.
En 1914, il remporte le championnat de série 2 Nord, avec une équipe formée exclusivement de jeunes Français, ainsi que le championnat de Tunisie de série 2, en battant le champion du Sud, l'Athlétic Club de Sousse (2-0). Mais il ne joue en série 1 qu'en 1920, en raison de l'arrêt des compétitions lors de la Première Guerre mondiale. Pour sa première saison, il se classe troisième derrière le Racing Club de Tunis et l'Union sportive tunisienne. En 1921, il fusionne avec le Football-Club mais garde son appellation.
Jusqu'en 1939, il joue les premiers rôles en remportant trois fois le championnat de Tunisie et trois fois la coupe de Tunisie. À partir de 1930, il s'ouvre aux joueurs tunisiens, à l'instar des gardiens Boubaker[Qui ?], Abderrahman, Ali Ben Saïd et les joueurs Ali et Ahmed Ben Hassine, Ahmed Ben Azaiez, les frères Ezzedine, Hassen et Ouardi Berbeche et Larbi Ben Hassine (alias Larbi Bardo). En 1941, certains de ses joueurs ainsi que ceux du Racing Club de Tunis et du Sporting Club de Tunis rejoignent un nouveau club, l'Association sportive française, qui participe aux critériums. Il reprend par la suite ses activités en 1946-1947, en promotion d'honneur (seconde division), qu'il ne quitte qu'en 1956, date de la dissolution de sa section de football.

## Palmarès
- Championnat de Tunisie de football
  - Vainqueur : 1923, 1924, 1927
- Coupe de Tunisie de football
  - Vainqueur : 1925, 1927, 1937
- Championnat de Tunisie masculin de basket-ball
  - Vainqueur : 1940 (critérium), 1949, 1951, 1957
- Coupe de Tunisie masculine de basket-ball
  - Vainqueur : 1950, 1952
- Championnat de Tunisie féminin de basket-ball
  - Vainqueur : 1956, 1957, 1958
- Championnat d'Afrique du Nord de volley-ball masculin
  - Vainqueur : 1952
- Championnat de Tunisie de rugby[Lequel ?]
  - Vainqueur : 1923, 1924, 1925, 1926, 1927, 1928, 1929, 1930
- Championnat d'Afrique du Nord de rugby
  - Vainqueur : 1928, 1929, 1930